# Tha Carter
Albums de Lil Wayne
500 Degreez
(2002) Tha Carter II
(2005)
Singles
1. Bring It Back
Sortie : 10 avril 2004
2. Go D.J.
Sortie : 5 octobre 2004
3. Earthquake
Sortie : 16 novembre 2004

Tha Carter est le quatrième album studio de Lil Wayne, sorti le 29 juin 2004. L'album s'est classé 2e au Top R&B/Hip-Hop Albums et 5e au Billboard 200 et a été certifié disque d'or par la Recording Industry Association of America (RIAA) le 29 juin 2004 .
Clair virage dans la carrière du MC de la Nouvelle-Orléans, l'opus tire son titre du véritable patronyme de Wayne et du film New Jack City. C'est également sur la pochette de cet album que Wayne apparaît pour la première fois coiffé de dreadlocks qui lui seront bientôt caractéristiques.

## Liste des titres
| No  | Titre                                                                  | Contient un (des) sample(s) de                           | Durée |
| --- | ---------------------------------------------------------------------- | -------------------------------------------------------- | ----- |
| 1.  | Walk In (Produit par Mannie Fresh)                                     |                                                          | 3:04  |
| 2.  | Go D.J. (Produit par Mannie Fresh)                                     |                                                          | 4:41  |
| 3.  | This Is the Carter (featuring Mannie Fresh – Produit par Mannie Fresh) |                                                          | 4:36  |
| 4.  | BM J.R. (Produit par Mannie Fresh et Batman)                           | What We Do... de Freeway featuring Jay-Z et Beanie Sigel | 4:58  |
| 5.  | On the Block #1 (skit)                                                 |                                                          | 0:18  |
| 6.  | I Miss My Dawgs (featuring Reel – Produit par Raj Smoove)              |                                                          | 4:35  |
| 7.  | We Don't (featuring Birdman – Produit par Leslie Brathwaite)           |                                                          | 4:09  |
| 8.  | On My Own (featuring Reel – Produit par Mannie Fresh)                  |                                                          | 4:28  |
| 9.  | Tha Heat (Produit par Raj Smoove)                                      |                                                          | 4:36  |
| 10. | Cash Money Millionaires (Produit par Mannie Fresh)                     |                                                          | 4:42  |
| 11. | Inside (Produit par Mannie Fresh)                                      |                                                          | 1:30  |
| 12. | Bring It Back (featuring Mannie Fresh – Produit par Mannie Fresh)      |                                                          | 4:21  |
| 13. | Who Wanna (Produit par Raj Smoove)                                     |                                                          | 4:32  |
| 14. | On the Block #2 (skit)                                                 |                                                          | 0:23  |
| 15. | Get Down (featuring Birdman – Produit par Mannie Fresh)                |                                                          | 4:32  |
| 16. | Snitch (Produit par Mannie Fresh)                                      |                                                          | 3:55  |
| 17. | Hoes (featuring Mannie Fresh – Produit par Mannie Fresh)               |                                                          | 4:32  |
| 18. | Only Way (featuring Birdman – Produit par Mannie Fresh)                |                                                          | 4:33  |
| 19. | Earthquake (featuring Jazze Pha – Produit par Jazze Pha)               | Let's Stay Together d'Al Green                           | 5:16  |
| 20. | Ain't That a Bitch (Produit par Mannie Fresh)                          |                                                          | 4:17  |
| 21. | Walk Out (Produit par Mannie Fresh)                                    |                                                          | 1:08  |